# 袁和 (萬曆進士)
袁和（？—1617年），號節吾，河南彰德府安陽縣人，明朝政治人物。

## 生平
萬曆十三年（1585年）乙酉科河南鄉試舉人。萬曆二十年（1592年），登壬辰科第三甲第一百二十八名進士，刑部觀政，十二月授北直隸長垣縣知縣，二十六年升户部主事，二十八年管太仓银库，二十九年管下粮所，三十年管宁武粮储，三十二年升员外郎，本年升郎中，三十三年丁憂歸。三十六年起工部都水司郎中，本年調屯田司郎中，三十七年二月升山西布政司右参议，分守河東道，八月調阳和道，十二月被巡按御史吴亮所劾，三十八年丁憂去職。四十年十月起補原职，四十二年仕至山西副使、蓟州兵备道，四十五年卒。

## 家族
曾祖袁昌；祖父袁錦；父袁國珍。